# Yutaka Kaneko
Yutaka Kaneko (* 21. April 1933 in Tokio) ist ein ehemaliger japanischer Ringer. Er gewann bei den Weltmeisterschaften 1954 und 1961 jeweils eine Bronzemedaille im freien Stil im Weltergewicht.

## Werdegang
Yutaka Kaneko begann als Jugendlicher an der Oberschule mit dem Ringen. Später besuchte er die Chūō-Universität in Tokio, wo er sehr gute Trainingsbedingungen für seinen Sport vorfand. 1954 gewann er seinen ersten internationalen Meistertitel. Er wurde Sieger im Weltergewicht, freier Stil, bei den Asian Games in Manila. Im gleichen Jahr gewann er bei der Weltmeisterschaft im heimischen Tokio im freien Stil im Weltergewicht auch seine erste WM-Medaille, die bronzene. Bemerkenswert war dabei sein Sieg über den Türken Bekir Büke. Gegen Mohammad Ali Fardin aus dem Iran und Wachtang Balawadse aus der UdSSR unterlag er.
In den nächsten Jahren schaffte Yutaka Kaneko nicht mehr regelmäßig den Sprung zu den internationalen Meisterschaften. Bei den Olympischen Spielen 1956 in Melbourne startete Mitsuo Ikeda und auch bei den Weltmeisterschaften im freien Stil 1957 und 1959 wurden andere japanische Ringer eingesetzt. Am Start war er allerdings bei den Asian Games 1958 in Tokio. Er verteidigte dort seinen Meistertitel im Weltergewicht mit einem Sieg über den starken Iraner Jahanbahkt Tovfighe.
1960 glückte ihm die Qualifikation für die Olympischen Spiele in Rom. Im freien Stil siegte er dabei im Weltergewicht in seinen ersten drei Kämpfen und schlug dabei u. a. auch den Starter der gesamtdeutschen Mannschaft Martin Heinze aus Halle (Saale). Danach musste er sich allerdings dem Italiener Gaitano De Vescovi und dem Türken İsmail Ogan geschlagen geben und rutschte dadurch auf den undankbaren 4. Platz ab.
Bei der Weltmeisterschaft im freien Stil 1961 in Yokohama gelang Yutaka Kaneko dann wieder der Gewinn der Bronzemedaille im Weltergewicht. Von Michail Bekmurzow aus der UdSSR und Imam-Ali Habibi aus dem Iran wurde er dabei besiegt. Gewonnen hatte er u. a. auch über Günther Maritschnigg aus Witten, den deutschen Olympiazweiten von 1960, allerdings im griech.-römischen Stil.
Im Jahre 1962 war Yutaka Kaneko bei den Asien Spielen in Djakarta gleich in beiden Stilarten, griech.-röm. und freier Stil, am Start und gewann beide Konkurrenzen. Sein härtester Gegner war dabei beide Male Mohamed Bashir aus Pakistan.

## Internationale Erfolge
(OS = Olympische Spiele, WM = Weltmeisterschaft, F = freier Stil, GR = griech.-röm. Stil, Le = Leichtgewicht, bis 1961 bis 67 kg, danach bis 70 kg Körpergewicht, We = Weltergewicht, bis 1961 bis 73 kg, danach bis 78 kg Körpergewicht)
- 1954, 1. Platz, Asian Games in Manila, F, We, vor Abdul Rashid, Pakistan u. Kim Bae-Jung, Südkorea
- 1954, 3. Platz, WM in Tokio, F, We, mit Siegen über Lajos Radics, Ungarn, Henrik Hansen, Dänemark, Bekir Büke, Türkei u. James Jay Holt, USA u. Niederlagen gegen Mohammad Ali Fardin, Iran und Wachtang Balawadse, UdSSR
- 1955, 3. Platz, Weltfestspiele der Jugend in Warschau, F, Le, hinter Jan Kuczynski, Polen u. Alimbeg Bestajew, UdSSR
- 1957, 3. Platz, III. Intern. Sportspiele in Moskau, F, We, hinter M. Dadaschew, UdSSR u. Murtazow, Bulgarien
- 1958, 1. Platz, Asian Games in Tokio, F, We, vor Jahanbakht Tovfighe, Iran u. Mohamed Bashir, Pakistan
- 1960, 4. Platz, Olympische Spiele in Rom, F, We, mit Siegen über Musa Aliew, Bulgarien, Franz Berger, Österreich u. Martin Heinze, Deutschland u. Niederlagen gegen İsmail Ogan, Türkei und Gaetano De Vescovi, Italien
- 1961, 3. Platz, WM in Yokohama, F, We, mit Siegen über Kim Chang-Hwang, Südkorea, Earl Parillo, USA, Robert Clark, Australien u. Günther Maritschnigg, BRD u. Niederlagen gegen Michail Bekmurzow, UdSSR u. Imam-Ali Habibi, Iran
- 1962, 1. Platz, Asian Games in Djakarta, GR, We, vor Mohamed Bashir, Pakistan u. Oh Tae-Jong, Südkorea
- 1962, 1. Platz, Asian Games in Djakarta, F, We, vor Mohamed Bashir u. Chand Gandey Laksmi, Indien

## Weblink
- Profil von Yutaka Kaneko bei United World Wrestling
- Yutaka Kaneko in der Datenbank von Olympedia.org (englisch)

| Personendaten    | Personendaten      |
| ---------------- | ------------------ |
| NAME             | Kaneko, Yutaka     |
| KURZBESCHREIBUNG | japanischer Ringer |
| GEBURTSDATUM     | 21. April 1933     |
| GEBURTSORT       | Tokio              |